# 序数標識
序数標識（じょすうひょうしき）は、アラビア数字またはローマ数字の後につけて序数を表すのに使われる約物。

## 各言語での用法

### スペイン語、ポルトガル語、ガリシア語、イタリア語
ロマンス語に属する言語のうち、スペイン語、ポルトガル語、ガリシア語、イタリア語では、数字の後ろに上付きの o または a を標識としてつけて、序数を表す。o と a の2種類があるのは、ロマンス語の形容詞に男性形と女性形が存在するためである。標識の下に線が引かれる場合もある。ポルトガル語では数字のあとにピリオドをつけてから o / a をつける。
以下に1 （数字の1）の場合の例を示す。
なお、スペイン語の1番目と3番目の男性形には語尾のつかない形(primer、tercer)も存在するが、その場合は 1er、3er のように書く。
同じロマンス語でも、カタルーニャ語、オクシタン語、フランス語、ルーマニア語などの形容詞は -o で終わらないので、この形式を使うことはできない。
ISO/IEC 8859-1 には、標識(º ª)のために専用の文字が用意されている。º は、「度」(° U+00B0) や上つきのゼロ (⁰ U+2070) 、リング符号(˚ U+02DA) などとよく似ているが、別の記号であり注意が必要である。

### 英語
英語の序数は基本的に基数詞に接尾辞 -th をつける形をしているため、数字に th をつけて序数を表すことができる。ただし、1、2、3は不規則な変化をするため、それに対応した接尾辞をつけ、-st, -nd, -rd と表記する。また、21以降は一の位の数に従うため、一の位が1、2、3であればそれぞれ -1st, -2nd, -3rd を用いる。
以下に例を示す。
上付き文字で「1st」のように書かれる場合もあるが、特別に文字は割り当てられていない。『シカゴ・マニュアル・オブ・スタイル』第16版によると、上付きにすべきではないとしている。Microsoft Officeではデフォルトの設定で上付きにオートコレクトしてしまうため、準拠するスタイルガイドによってはこの機能をオフにする必要がある。

### フランス語
フランス語の序数は -ième といった形をしている。序数標識としては数字の後に e を加える。ただし、1は例外的な形をしており、男性形と女性形で形が異なる。
以下に例を示す。
しばしば 1re を 1ère と書いたり、2e を 2me / 2ème / 2ième のように書いたりするが、フランスで最も権威ある学術団体であるアカデミー・フランセーズは、これは正しくないと指摘している。
「2番目」を意味する second, seconde は、2d, 2de のように書く。
順序数詞の修飾する語が複数のときは、1ers、2ds のように -s を加える。
また、ラテン語の順序数詞に由来する副詞 primo, secundo, tertio などは数字のあとに -o をつけて 1o、2o、3o のように書く。

### ドイツ語など
ドイツ語では、序数は数字のあとにピリオドをつけることで表す。ドイツ語の序数詞は複雑な格変化をするが、たとえば 1. と書いてあったときに、これが erster, erste, ersten などのうちどれであるかは、読者が前後の文脈・文法から判断しなければならないことになる。
例：der 2. Weltkrieg (der zweite Weltkrieg 「第二次世界大戦」)

### エスペラント
エスペラント（エスペラント語）の序数は規則変化であり、すべて 基数詞-a の形になる。表記の際は 1-a (unua)、2-a (dua) 、または 1a、2a のように数字に続けて a と書く。また、対格の場合は a を an に変えて表記する。

## 符号位置
| 記号 | Unicode | JIS X 0213 | 文字参照             | 名称         |
| ---- | ------- | ---------- | -------------------- | ------------ |
| ª    | U+00AA  | 1-9-7      | &ordf; &#xAA; &#170; | 女性序数標識 |
| º    | U+00BA  | 1-9-17     | &ordm; &#xBA; &#186; | 男性序数標識 |